# Jōjin
Jōjin (jap. 成尋; * 1011; † 1081) war ein buddhistischer Mönchsgelehrter der japanischen Heian-Zeit. 1072–1073 pilgerte er zu buddhistischen Stätten in China. Er hinterließ einen detaillierten Bericht dieser Reise.

## Familie und Karriere
Jōjin war mütterlicherseits ein Nachfahre des Daigo-Tennō. Sein Urgroßvater war dessen Sohn Minamoto no Takaakira (914-82). Seine Mutter (988-1073?), deren Name nicht bekannt ist, war die Tochter Minamoto no Toshikatas (959-1027). Sein Vater war vermutlich Fujiwara no Sadanobu, aller Wahrscheinlichkeit nach war dieser ein Sohn des Poeten Fujiwara no Sanekata (?-999).
Sein Vater starb, als er sieben Jahre alt war. Zusammen mit seinem Bruder wurde er der Obhut eines Klosters anvertraut. Er wurde ein Schüler des Tendai-shū-Mönchs Monkei (967-1024). Damit stand er in der geistlichen Tradition des Chinapilgers Enchin (814-91; in China 853-8; 円珍). Um das Jahr 1042 wurde er Abt des Daiun-ji (大雲寺), der etwa 10 km außerhalb der Hauptstadt, in Iwakura liegt. Zehn Jahre später wurde er kaiserlicher Exorzist (gojisō) bei Hofe. Zwei Jahre später erhielt er den Ehrentitel ācārya (skr: ajari; 依止師) des Enryaku-ji. Das Jahr 1068 verbrachte er mit Reisen zwischen dem kaiserlichen Hof und Uji, der Residenz des Regenten Fujiwara no Yorimichi, den er ebenso wie Kaiser Go-Reizei gesundzubeten versuchte. 1070/1/11 ersuchte er formell um die Erlaubnis, eine Pilgerfahrt nach China unternehmen zu dürfen. Er brach auf, ohne die Genehmigung abzuwarten.

## China
Jōjin hinterließ einen Reisebericht San Tendai Godai san ki (etwa „Bericht einer Pilgerfahrt zum Tiantai und Wutai“ 参天台五台山記), der sich von der üblichen Literatur der Heian-Zeit durch seinen objektiven Stil unterscheidet.
Das Tagebuch beginnt mit seiner Einschiffung 1072/3/15 in Hakata, die Überfahrt nach Hangzhou dauerte eine Woche. In seinem Gepäck befanden sich über 600 Faszikel buddhistischer Texte, die er während seines 5-monatigen Aufenthalts am Tiantai den dortigen Mönchen zur Verfügung stellte. Im Gegenzug erhielt er die Möglichkeit, in Japan unbekannte Werke zu studieren, darunter auch die Werke des Ch'an-Poeten Han Shan, die er nach Japan sandte. Er war mit Zen-Lehren also etwa 100 Jahren vor deren „offizieller“ Einführung in Japan durch Eisai (明庵栄西) bekannt.
Nach zwei Monaten wurde er von der Regierung gebeten, als Staatsgast an den Song-Hof in Kaifeng zu kommen. Die Reise nahm 65 Tage in Anspruch. Seine Unterbringung erfolgte im Institut für Sutra-Übersetzungen (ch.: chuanfuayuan). Am 22. Tag des 10. Monats 1072, nahm er an einer Audienz im Kaiserpalast teil, danach wurde ihm eine purpurne Robe übersandt.
1072/11/1 brach er mit einer Eskorte von 20 Soldaten zum Wutai-Shan auf, den er 27 Tage später erreichte. Dort übergab er mitgebrachte Opfergaben und betete für den verstorbenen Go-Reizei-Tennō und Angehörige der Fujiwara. Drei Tage später begann er seine Rückreise nach Kaifeng, wo er 1072/12/27 eintraf.
Insgesamt sandte er ca. 600 Bücher durch fünf seiner Schüler voraus. Nach einer weiteren Audienz (1073/1/27) erhielt er Geschenke für den Tennō. Diese sollten – für die chinesische Seite – auch dem Zweck dienen, die seit 894 unterbrochenen diplomatischen Beziehungen wieder aufzufrischen. 1073/4/14 brach er Richtung Mingzhou auf, nachdem er vorher noch so effektiv für Regen gebetet hatte, dass er daraufhin noch für dessen Ende beten musste. Im Hafen von Mingzhou schifften sich seine Schüler ein, um die empfangenen Geschenke und Bücher nach Japan zu bringen. Damit endet sein Tagebuch am 12. Tag des 6. Monats. Er selbst hatte vor, sich in ein Kloster auf dem Tientai zu begeben. Von seinem weiteren Leben ist nichts bekannt, außer dass er im darauffolgenden Jahr aus Kaifeng einen Brief an einen Schüler in Japan sandte.
Jōjin soll 1081 gestorben sein.